# Catedral de Santiago Apóstol (Santiago de Veraguas)
La Catedral de Santiago Apóstol o simplemente Catedral de Santiago de Veraguas es el nombre que recibe un edificio religioso que pertenece a la Iglesia Católica y se encuentra ubicado en la localidad de Santiago de Veraguas en la provincia de Veraguas en la parte occidental del país centroamericano de Panamá. Fue declarada monumento histórico en el 2014.
El templo sigue el rito romano o latino y funciona como la iglesia madre de la Diócesis de Santiago de Veraguas (Dioecesis Sancti Iacobi Veraguensis) que fue creada en 1963 mediante la bula "Panamensis Ecclesiae" del papa Pablo VI.
La iglesia esta bajo la responsabilidad pastoral del obispo Audilio Aguilar Aguilar.
Durante las festividades de Santiago Apóstol la iglesia organiza procesiones y celebraciones en honor al santo patrono de la ciudad. En junio de 2015 se realizó allí una misa  pidiendo por el descanso del fallecido presidente panameño Juan Demóstenes Arosemena quien gobernó esa nación entre 1936 y 1939, y cuyos restos fueron traslados de la catedral a un mausoleo en la Escuela Normal Juan Demóstenes Arosemena.

## Véase también

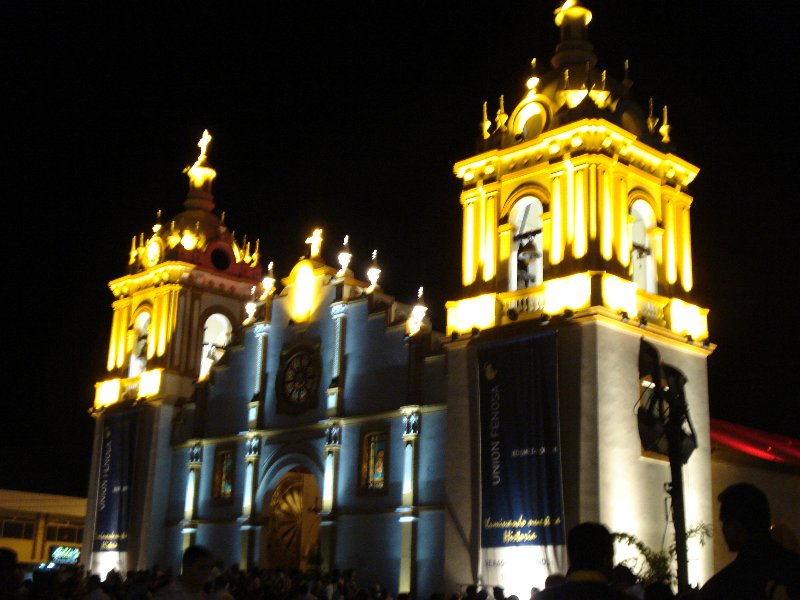
Vista nocturna